# Orimarga (Diotrepha) flavicosta
Orimarga (Diotrepha) flavicosta is een tweevleugelige uit de familie steltmuggen (Limoniidae). De soort komt voor in het Neotropisch gebied.